# Politické strany v Srbsku
V Srbsku existuje vícestranický systém, v němž není obvyklé, aby jedna politická strana sestavila vládu, a proto musí obvykle více stran spolupracovat na sestavení koaliční vlády.

## Politické strany
- Demokratická opozice Srbska
- Demokratická strana (Srbsko)
- G17 plus
- Socialistická strana Srbska
- Srbská pokroková strana
- Srbská radikální strana
- Srbské demokratické hnutí obnovy
- Srbské hnutí obnovy
- Zeleni Srbije